# Doa (banda)
doa (ドア; leia-se "dou-ah") foi uma banda de rock japonesa. A banda recebeu o nome de uma única letra do nome de cada um dos membros: Daiki Yoshimoto, Shinichiro Ohta e Akihito Tokunaga. Eles estrearam em 2004 pela gravadora e selo Giza Studio. Em 2023, eles deixaram a empresa e se tornaram independentes. Em agosto de 2024, eles anunciaram sua intenção de se separar no final do ano.

## História
Akihito e Shinichiro foram músicos ativos durante a década de 1990. Akihito forneceu arranjos para vários artistas da Being Inc., suporte de guitarra para aparições na televisão ao vivo e vocais principais para a banda XL. Shinichiro foi guitarrista e compositor das bandas Baad e Rad Hammer.
Em junho de 2004, a banda estreou com o mini álbum Deadstock pelo selo independente Tent House. Em julho de 2004, sua grandes estreia foi com o single "Hi no Tori no you ni" sob a gravadora musical Giza Studio. Eles também tocaram as músicas-tema de abertura "Eiyuu" (英雄) e "Aoi Kajitsu" (青い果実) para o tokusatsu Ultraman Nexus de 2004–05. Akihito faz a composição e o arranjo, Shinichiro faz as letras e Daiki às vezes fornece letras em inglês para os lados B de seus singles. Em 2008, seu single "Glass no Highway" estreou na 7ª posição no Oricon Singles Chart, tornando-se seu melhor single de estreia. O single foi promovido como tema de encerramento da série de anime Golgo 13.
Em 2010, eles participaram do álbum de covers de Natal Christmas Non-Stop Carol junto com outros artistas do Giza Studio e da Tent House. Em março de 2011, eles lançaram seu último single em CD, "Now and Forever", com todos os singles subsequentes sendo lançados digitalmente. Também em março de 2011, eles realizaram sua primeira turnê ao vivo em arenas chamada doa LIVE "open_door" 2011 Spring, lançando o single digital não pago "We are one" durante o evento. Em 2012-2016, eles venderam produtos de caridade durante suas apresentações ao vivo para arrecadar dinheiro para as vítimas do Grande Terremoto do Leste do Japão, doando mais de um milhão de ienes. Em 2017, treze anos após sua estreia, eles lançaram seu primeiro DVD ao vivo, doa 12th Winter Live "open_door" 2016. Em 2019, em comemoração ao 15º aniversário de sua estreia, eles lançaram três álbuns de compilação com faixas solicitadas pelos fãs. Como parte da promoção, eles lançaram um novo single digital para cada álbum de compilação.
Em 2020, Tokunaga lançou seu primeiro álbum solo, Route 109. Em 2023, o doa anunciou sua saída do Giza Studio e a partir de setembro se tornou freelancer na empresa Floodlight. Em 5 de agosto de 2024, eles anunciaram sua intenção de se separar em 31 de dezembro.

## Integrantes
- Daiki Yoshimoto (吉本 大樹, Yoshimoto Daiki) – vocais, letras
- Shinichiro Ohta (大田 紳一郎, Ōta Shin'ichirō) – guitarra, vocais, composição, letras
- Akihito Tokunaga (徳永 暁人, Tokunaga Akihito) – baixo, vocais, composição, letras, arranjo